# Plèiades de Berlín
Plèiades de Berlín és el nom amb què es conegué un grup de set destacats mestres d'escacs alemanys (en alemany: Die Berliner Schule o bé Das Berliner Siebengestirn (die Plejaden)) constituït a mitjans del segle xix.
La formació del grup va coincidir amb un extraordinari auge dels escacs i amb la fundació de molts clubs d'escacs al Regne de Prússia. Els membres del grup varen crear escola, i tenien com a objectiu enriquir l'art dels escacs mitjançant el disseny d'un mètode d'anàlisi científica del joc, i el desenvolupament d'una nova obertura, la defensa berlinesa. Fou gràcies a l'activitat del grup (i en particular a la de von Bilguer i von der Lasa) que es publicà el 1843 el Handbuch, considerat durant molts anys la biblia dels escacs, i el 1846 la primera revista alemanya d'escacs, la Schachzeitung der Berliner Schachgesellschaft, que posteriorment canvià el nom per Deutsche Schachzeitung.
Els membres del grup Plèiades de Berlín foren:
- Paul Rudolf von Bilguer, Tinent de l'armada i autor del Handbuch des Schachspiels, el llibre d'escacs més influent a Europa durant almenys 90 anys;
- Dr. Ludwig Bledow, professor de matemàtica, i cofundador del grup;[1] era l'editor de la revista, Schachzeitung der Berliner Schachgesellschaft, càrrec el qual a la seva mort passà a Adolf Anderssen
- Wilhelm Hanstein, funcionari;
- Bernhard Horwitz, pintor, i jugador d'escacs professional;
- Baró Tassilo von Heydebrand und der Lasa, historiador dels escacs;[2]
- Karl Mayet, jutge i procurador dels tribunals;
- Karl Schorn, pintor.

- Paul von Bilguer
- Ludwig Bledow
- Carl Mayet
- Bernhard Horwitz
- Von der Lasa
- Wilhelm Hanstein
- Carl Schorn